# Mesosetum
Mesosetum Steud. é um género botânico pertencente à família Poaceae.

## Sinônimo
- Bifaria (Hack.) Kuntze (SUH)